# Catostylus purpurus
Catostylus purpurus är en manetart som beskrevs av Mayer 1910. Catostylus purpurus ingår i släktet Catostylus och familjen Catostylidae. Inga underarter finns listade i Catalogue of Life.